# Columnista

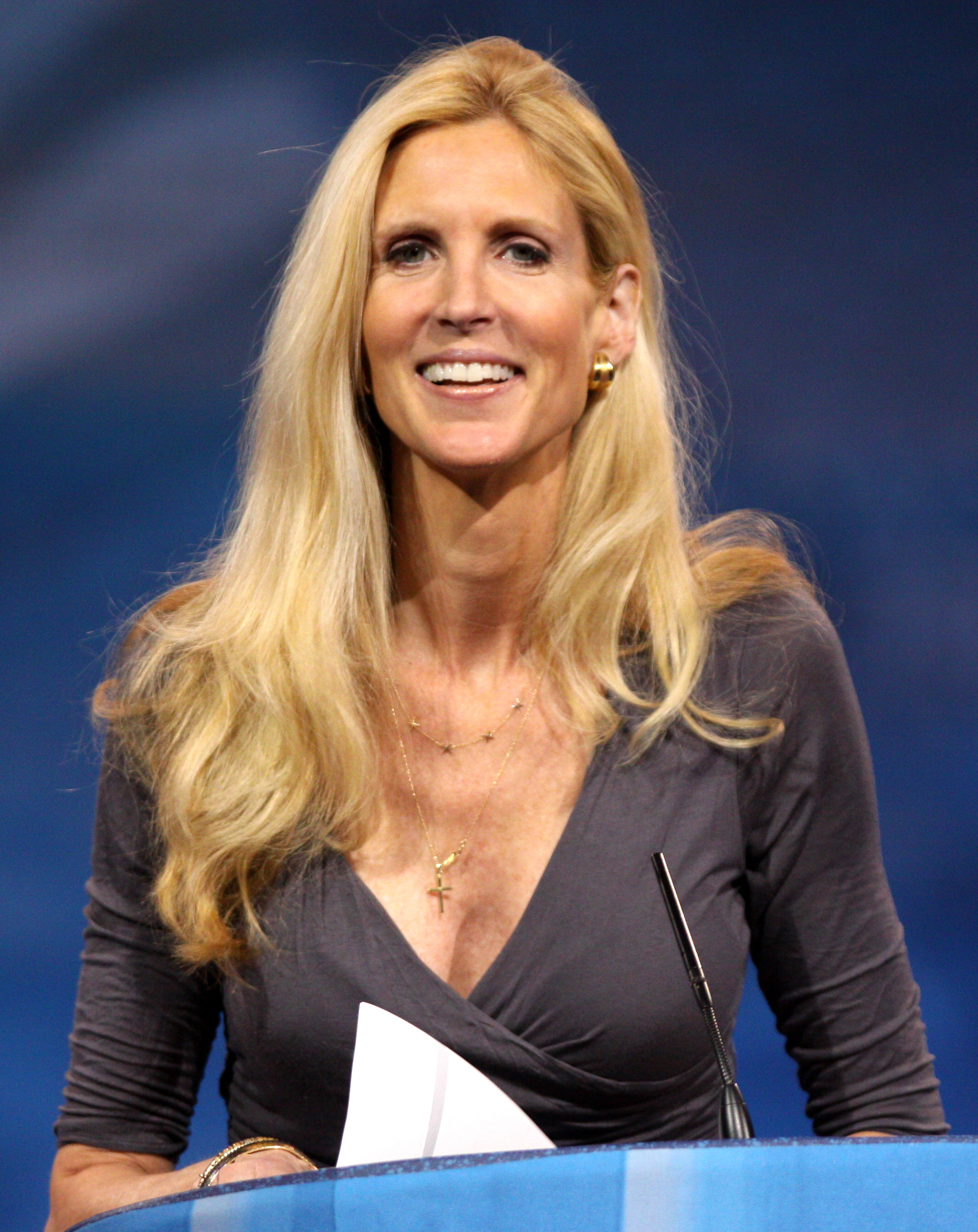
Ann Coulter, columnista estadounidense.

Un columnista es un periodista que escribe una columna en un medio de comunicación escrito como diarios o revistas convencionales o digitales a través de Internet. En la columna, expresa su opinión o punto de vista sobre una noticia de actualidad o sobre la situación general del ámbito político, económico, deportivo, etc.
El columnista se basa en su experiencia y conocimientos de un ámbito determinado para analizarlo y desarrollar un comentario subjetivo respecto al mismo. Generalmente, los columnistas se especializan en una materia determinada expresando así su opinión sobre asuntos políticos, internacionales, deportivos, culturales o sociales en función de sus conocimientos.
Para desarrollar su actividad, el columnista recaba información de muy diversas formas: realiza entrevistas, establece contactos con fuentes acreditadas o se persona en los lugares donde se desarrollan los hechos tales como convenciones, eventos deportivos, foros, comparecencias parlamentarias o actos sociales. Una vez obtenida la información, la analiza y escoge lo más relevante como objeto de su columna,  desarrollando su argumentación y vertiendo sus opiniones de acuerdo con los hechos presenciados o los datos obtenidos. 
Con la periodicidad contratada, que puede ser diaria, semanal, quincenal, mensual, etc., da forma a su colaboración. Escribe el texto en el formato y extensión acordadas con la redacción y lo envía al medio de comunicación para su aprobación antes de su publicación. 
A menudo, los columnistas son un referente dentro de la publicación mediante el que los lectores identifican la línea ideológica o de pensamiento de la misma. Un columnista es un escritor que tiene una idea original sobre un tema y dispone de fundamentos y argumentos muy sólidos para sustentar su punto de vista y sus teorías.

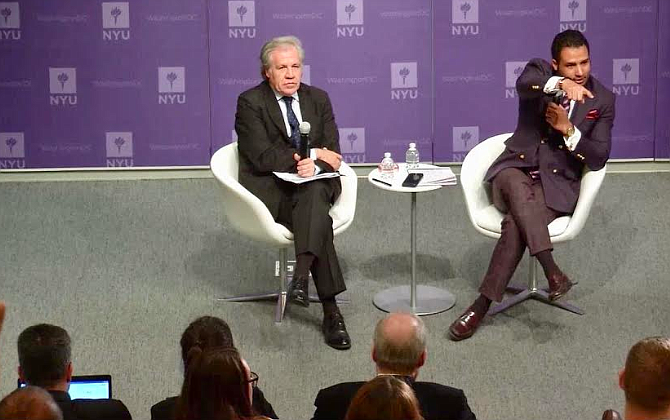
Geovanny Vicente Romero, columnista de CNN Y Washington Examiner, teniendo un diálogo con Luis Almagro, Secretario General de la OEA.

Las nuevas tecnologías han difuminado enormemente esta figura del periodismo, en especial tras la aparición de los blogs.